# Cratere Cornelia
Cornelia è un cratere sulla superficie di 4 Vesta.